# Lactoria fornasini
Lactoria fornasini är en fiskart som först beskrevs av Giovanni Giuseppe Bianconi 1846.  Lactoria fornasini ingår i släktet Lactoria och familjen koffertfiskar. Inga underarter finns listade i Catalogue of Life.
Exemplaren blir upp 23 cm långa och maximal 460 g tunga. De rör endast stjärtfena när de simmar. Honor lägger ägg.
Arten förekommer i tropiska och subtropiska delar av Indiska oceanen och Stilla havet nära kusterna. Den dyker till ett djup av 73 meter. Fisken hittas ofta nära korallrev eller klippor över sandig botten eller nära sjögräs. Några populationer är giftiga. Exemplaren blåser luft mot sanden så att olika ryggradslösa djur kommer fram. De är fiskens föda. Hannar försvarar ett revir med minst en hona och nära Japan har hannar upp till fyra honor. Direkt efter att äggen kläcks liknar ungarna larver som är cirka 6 mm långa.
Några exemplar fångas och säljs som akvariedjur. Hela populationen bedöms som stor. IUCN listar arten som livskraftig (LC).